# Pas de Calais
|  | Aquest article tracta sobre el departament francès. Si cerqueu l'estret entre el canal de la Mànega i la mar del Nord, vegeu «estret de Calais». |

El Pas de Calais (Pas-de-Calais en llengua francesa) és un departament francès que deu el seu nom a l'estret de Calais, el qual separa França d'Anglaterra. La capital i seu de la prefectura d'aquest departament és el municipi d'Arràs. L'INSEE i els serveis postals francesos el codifiquen amb el número 62.
El Pas de Calais es caracteritza pels contrastos al seu territori, el qual comprèn per una banda un important patrimoni cultural i natural i, per una altra, zones densament urbanitzades. És un dels departaments més habitats de tota França, especialment la seua part oriental, la qual conté més de la meitat de la població total reunida en menys d'un quart de la superfície total. Tot i no tindre grans ciutats o centres urbans que polaritzen la població, si que disposa d'una xarxa equilibrada de municipis mitjans, sent els principals Arràs, Calais, Boulogne-sur-Mer i Lens.
El departament fou creat com una unió de les antigues províncies reials de l'Artois (les zones d'Arràs, Lens, Béthune i Saint-Omer) i una part de la Picardia (la costa), dos territoris que, encara avui dia, romanen diferenciats econòmica i culturalment. Fins l'1 de gener de 2016, el Pas de Calais formava junt al departament del Nord la regió administrativa del Nord - Pas de Calais. Actualment, forma par de la regió dels Alts de França juntament amb altres quatre departaments.